# Acerentulus exiguus
Acerentulus exiguus är en urinsektsart som beskrevs av Bruno Condé 1944. Acerentulus exiguus ingår i släktet Acerentulus och familjen lönntrevfotingar. Inga underarter finns listade i Catalogue of Life.